# Insomniatic
Insomniatic es el segundo álbum de estudio del dúo, Aly & AJ. El álbum fue lanzado el 10 de julio de 2007 en Estados Unidos, luego fue lanzado en Reino Unido e Italia el 22 de octubre de 2007 con un nuevo diseño. Un poco después fue lanzado en Japón el 5 de marzo de 2008 y después en Asia en abril de 2008.

## Información del álbum
La sección de MTV.com The Leak publicaron el CD el 3 de julio de 2007. La canción "Blush" fue excluida de MTV.com sin motivo.
El tema "Like Whoa" apareció en la película de MTV Super Sweet 16: The Movie, estrenada el 8 de julio de 2007.
Todas las versiones instrumentales del CD están a la venta en iTunes Store.

## Canciones
- "Potential Breakup Song" - 3:39 (Aly Michalka, AJ Michalka, Antonina Armato, Tim James)
- "Bullseye" - 3:02 (Aly Michalka, AJ Michalka, A. Armato, T. James)
- "Closure" - 2:50 (Aly Michalka, AJ Michalka, A. Armato, T. James)
- "÷" - 3:44 (Aly Michalka, AJ Michalka, A. Armato, T. James)
- "Like It or Leave It" - 3:17 (Aly Michalka, AJ Michalka, A. Armato, T. James)
- "Like Whoa" - 2:31 (Aly Michalka, AJ Michalka, A. Armato, T. James)
- "Insomniatic" - 2:47 (Aly Michalka, AJ Michalka)
- "Silence" - 3:33 (Aly Michalka, AJ Michalka, Carrie Michalka)
- "If I Could Have You Back" - 2:53 (Aly Michalka, AJ Michalka, Dan Wilson)
- "Flattery" - 4:08 (Aly Michalka, AJ Michalka, A. Armato, T. James)
- "I'm Here" - 4:06 (Aly Michalka, AJ Michalka)
- "Chemicals React" (Remix) - 2:56 (Aly Michalka, AJ Michalka, A. Armato, T. James)

1. "Careful With Words" - 2:20 - (Bonus Wal-Mart/ Bonus de Japón')
2. "Tears" - 2:05 - (Bonus de "Target"/ Bonus de Japón)

### Edición especial
Una edición especial del álbum fue programada para lanzarse el 6 de noviembre de 2007, luego el 4 de marzo de 2008, y por último el 8 de marzo aunque este nunca fue lanzado. El CD incluiría 6 bonus tracks con un DVD que incluía videos musicales de Aly & AJ con sus sencillos. Luego en un especial de MTV con la participación de ellas en "MTV Cribs" ellas mencionaron que este sí saldría a la venta pero solo en Japón el 5 de marzo de 2008.
- Edición Especial

CD
- "Potential Breakup Song" - 3:39
- "Bullseye" - 3:02
- "Closure" - 2:50
- "÷" - 3:44
- "Like It or Leave It" - 3:17
- "Like Whoa" (Remix) - 2:31
- "Insomniatic" - 2:47
- "Silence" - 3:33
- "If I Could Have You Back" - 2:53
- "Flattery" - 4:08
- "I'm Here" - 4:06
- "Chemicals React" (Remix) - 2:56
- "Careful With Words" - 2:20
- "Tears" - 2:05
- "Blush" - 3:34
- "Potential Breakup Song" (Hi-Grand Up Remix Radio Edit)
- "Potential Breakup Song" (Abbey Road Sessions)
- "Bullseye" (Abbey Road Sessions)
- "Closure" (Abbey Road Sessions)
- "÷" (Abbey Road Sessions)
- "Black Horse and the Cherry Tree" (Abbey Road Sessions)

DVD
- "Rush" [music video]
- "No One" [music video]
- "Chemicals React" [music video]
- "Potential Breakup Song" [music video]
- "Like Whoa" [music video]

## Fechas de lanzamiento
| País           | Fecha                 |
| -------------- | --------------------- |
| Estados Unidos | 10 de julio de 2007   |
| México         | 11 de julio de 2007   |
| Reino Unido    | 22 de octubre de 2007 |
| Irlanda        | 22 de octubre de 2007 |
| Italia         | 22 de octubre de 2007 |
| España         | 23 de octubre de 2007 |
| Australia      | 15 de marzo de 2008   |
| Asia           | Abril de 2008         |

## Sencillos
| Año  | Título                   | Posiciones en las listas | Posiciones en las listas | Posiciones en las listas | Posiciones en las listas | Posiciones en las listas |
| Año  | Título                   | U.S. Hot 100             | U.S. Pop 100             | U.S. Digital             | UK                       |                          |
| ---- | ------------------------ | ------------------------ | ------------------------ | ------------------------ | ------------------------ | ------------------------ |
| 2007 | "Potential Breakup Song" | 17                       | -                        | -                        | -                        |                          |
| 2008 | "Like Whoa"              | -                        | -                        | -                        | -                        |                          |

## Ventas
El álbum debutó en el lugar #15 en la revista Billboard vendiendo 39 000 copias en su primera semana.
| \| Listas (2007) \| Posición \| Ventas \| Certificación \| \| -------------------------------------- \| -------- \| -------- \| ------------- \| \| Japan Oricon International Album Chart \| 90 \| 10 000 \| \| \| UK Albums Chart \| 72 \| 20 000 \| \| \| U.S. Billboard 200 \| 15 \| 245 000+ \| - \| |          |          |               |
| Listas (2007) | Posición | Ventas   | Certificación |
| Japan Oricon International Album Chart | 90       | 10 000   |               |
| UK Albums Chart | 72       | 20 000   |               |
| U.S. Billboard 200 | 15       | 245 000+ | -             |

## Promoción
- Las chicas interpretaron el primer sencillo titulado "Potential Breakup Song", en Live with Regis & Kelly el 4 de julio de 2007 y en The View el 3 de septiembre de 2007
- El 9 de julio de 2007 estuvieron de invitadas en The Early Show donde dieron una entrevista.
- El 1 de agosto de 2007, estuvieron en el programa de MTV, TRL.
- El video musical de "Potential Breakup Song" se estrenó en Disney Channel en agosto de 2007.
- Fueron las presentadoras de la gira europea de McFly en Londres.
- También fueron presentadoras de Insomniatic con Miley Cyrus reemplazando a los Jonas Brothers en "Best Of Both Worlds Tour". Luego fueron sustituidas por Everlife porque AJ tenía otros proyectos.
- "÷" fue usada en Bring It On: In It to Win It.
- "Like Whoa" aparece en High School Musical 3.